# Jørgen Moe
Jørgen Moe (ur. 22 kwietnia 1813 w Hole w rejonie Ringerike, zm. 27 marca 1882) – norweski biskup, pisarz, folklorysta. Wraz z Peterem Christenem Asbjørnsenem zebrał i zapisał baśnie ludowe z różnych regionów Norwegii.
Urodził się w rodzinie chłopskiej, wstąpił do stanu duchownego, w 1875 został biskupem Kristiansand. Przez większą część życia zajmował się zbieraniem i spisywaniem ludowych wierzeń, zwracając szczególną uwagę na ich aspekt językowy. Dzięki pracom Asbjørnsena i Moe zachowało się wiele ludowych opowieści opisujących świat trolli i ludzi. Początkowo baśnie ukazywały się w formie małych książeczek. W wydaniu zbiorowym opublikowane zostały po raz pierwszy w 1845 i 1848. Ilustratorami baśni Asbjørnsena i Moe byli m.in. Theodor Kittelsen i Erik Werenskiold.

## Utwory
- Samling af Sange, Folkeviser og Stev i norske Almuedialekter, 1840
- Norske Folkeeventyr, 1841-1852
- Digte, 1849
- I brønden og i tjernet, 1851
- At hænge på juletreet, 1855
- En liten julegave, 1860
- Samlede skrifter, 1877